# Simulium morae
Simulium morae är en tvåvingeart som beskrevs av Perez, Rassi och Ramirez 1977. Simulium morae ingår i släktet Simulium och familjen knott.
Artens utbredningsområde är Venezuela. Inga underarter finns listade i Catalogue of Life.